# 1499 w literaturze

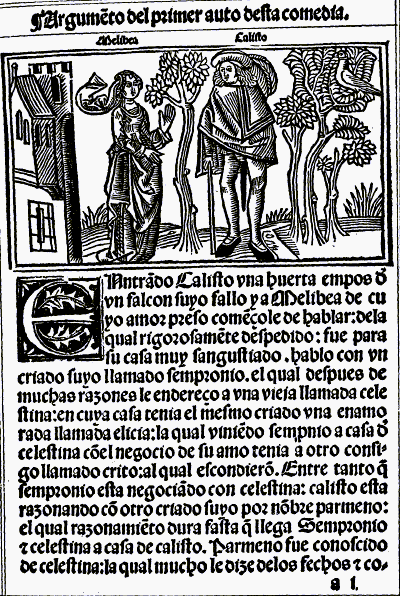
Strona z "Celestyny" Fernando de Rojasa

Wydarzenia literackie w 1499 roku.

## Nowe książki
- Fernando de Rojas, Celestyna

## Zmarli
- Laura Cereta, włoska pisarka